# Apostolische Nuntiatur in Rom
Die Apostolische Nuntiatur in Rom ist die diplomatische Vertretung des Heiligen Stuhls als Völkerrechtsubjekt gegenüber Italien und San Marino.
Die Apostolische Nuntiatur, die den Heiligen Stuhl völkerrechtlich in beiden Ländern repräsentiert, befindet sich in der Villa Giorgina in Roms Stadtteil Salario. Gegenwärtiger Apostolischer Nuntius ist Petar Rajič.
Die Nuntiatur wurde als diplomatische Vertretung nach Abschluss der Lateranverträge am 11. Februar 1929 errichtet.